# 근신
"근신"은 1988년에 개봉한 대한민국의 영화이다.

## 캐스팅
- 유장현
- 한윤경
- 유화춘
- 윤지원
- 신찬일
- 유일문
- 김우석
- 노경태
- 김남일
- 최인숙
- 지윤주
- 문미경
- 조희진
- 박경선
- 이현주
- 은미진
- 김은해